# سیارک ۷۲۶۵
سیارک ۷۲۶۵ (به انگلیسی: 7265 Edithmuller، نامگذاری:2908T-2) هفت هزار و دویست و شصت و پنجمین سیارک کشف شده‌است که در ۳۰ سپتامبر ۱۹۷۳ کشف شد.
قدر مطلق سیارک برابر ۱۴٫۲۰ است.